# Neolaganinae
De Neolaganinae zijn een groep van uitgestorven zee-egels. De groep wordt als een onderfamilie in de familie Laganidae geplaatst.

## Geslachten
- Cubanaster Sanchez Roig, 1952 †
- Durhamella Kier, 1968 †
- Neolaganum Durham, 1954 †
- Pentedium Kier, 1967 †
- Sanchezella Durham, 1954 †
- Tetradiella Liao & Lin, 1981 †
- Weisbordella Durham, 1954 †
- Wythella Durham, 1954 †